# Grimbæk
Grimbæk (dansk) eller Grimbek (tysk) er en 9,5 km lang å i det nordlige Angel i Sydslesvig. Åen udspringer i 50 m højde i skoven Husbyris ved Husby, løber vest om Fulbro (Voldewraa) og tværs igennem Langballe og udmunder ved Ladkær (Laikier) nord for Undevad og overfor skovkuplen Knøs i Langballe Å. Mellem Spang og Katbjerg danner åen sognegrænse mellem Husby og Grumtoft Sogne. Åen kaldes ved Fulbro også Fulbro Å (Voldewraa Au) og ved Langballe Skolå (Schulau). I administrativ henseende ligger åen i Slesvig-Flensborg kreds i den nordtyske delstat Slesvig-Holsten, i den danske tid i Husby Herred (Flensborg Amt).
Åen er første gang nævnt 1648. Navnet er en ellipse (ord-udladelse) for Grumtoft Bæk.